# Leichtathletik-Europameisterschaften 1962/80 m Hürden der Frauen

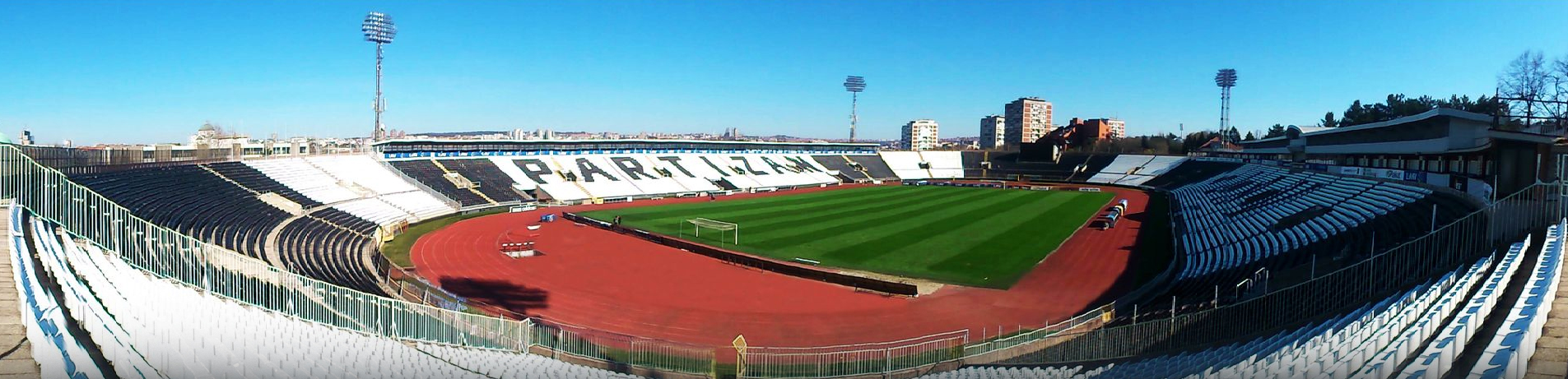
Panoramablick auf das Partizan-Stadion 2014 – 52 Jahre
nach den dortigen Europameisterschaften

Der 80-Meter-Hürdenlauf der Frauen bei den Leichtathletik-Europameisterschaften 1962 wurde vom 14. bis 16. September 1962 im Belgrader Partizan-Stadion ausgetragen.
In diesem Wettbewerb lagen auf dem dritten Platz zwei Hürdensprinterinnen gleichauf. Mit Gold und Bronze gab es zwei Medaillen für Polen. Auch die gesamtdeutsche Mannschaft errang mit Silber und Bronze zwei Medaillen. Europameisterin wurde Teresa Ciepły. Sie gewann vor der Deutschen Karin Balzer. Die beiden Bronzemedaillen gingen an die Polin Maria Piątkowska und an die Deutsche Erika Fisch.

## Rekorde

### Bestehende Rekorde
| Weltrekord   | 10,5 s | Gisela Birkemeyer | Leipzig, DDR (heute Deutschland)           | 24. Juli 1960   |
| Weltrekord   | 10,5 s | Betty Moore       | Kassel, BR Deutschland (heute Deutschland) | 25. August 1962 |
| Europarekord | 10,5 s | Gisela Birkemeyer | Leipzig, DDR (heute Deutschland)           | 24. Juli 1960   |
| Europarekord | 10,5 s | Betty Moore       | Kassel, BR Deutschland (heute Deutschland) | 25. August 1962 |
| EM-Rekord    | 10,7 s | Galina Bystrowa   | EM Stockholm, Schweden                     | 21. August 1958 |

### Rekordeinstellungen / -verbesserungen
Bei diesen Europameisterschaften gab es drei Egalisierungen und vier Verbesserungen des bestehenden Meisterschaftsrekords. Außerdem wurden fünf Landesrekorde aufgestellt.
- Meisterschaftsrekord, Egalisierungen – 10,7 s:
  - Erika Fisch (Deutschland), zweiter Vorlauf am 14. September
  - Galina Bystrowa (Sowjetunion), zweiter Vorlauf am 14. September
  - Teresa Ciepły (Polen), dritter Vorlauf am 14. September
- Meisterschaftsrekord, Verbesserungen – 10,6 s im Finale am 16. September:
  - Teresa Ciepły (Polen), Europameisterin
  - Karin Balzer (Deutschland), Vizeeuropameisterin
  - Maria Piątkowska (Polen), Bronzemedaillengewinnerin
  - Erika Fisch (Deutschland), Bronzemedaillengewinnerin
- Landesrekorde:
  - 10,9 s – Marlène Canguio (Frankreich), dritter Vorlauf am 14. September
  - 10,6 s – Teresa Ciepły (Polen), Finale am 16. September
  - 10,6 s – Karin Balzer (Deutschland), Finale am 16. September
  - 10,6 s – Maria Piątkowska (Polen), Finale am 16. September
  - 10,6 s – Erika Fisch (Deutschland), Finale am 16. September

## Vorrunde
14. September 1962
Die Vorrunde wurde in vier Läufen durchgeführt. Die ersten drei Athletinnen pro Lauf – hellblau unterlegt – qualifizierten sich für das Halbfinale.
Wie es zu diesen Vorlaufeinteilungen kommen konnte und warum bei nur sechzehn Teilnehmerinnen überhaupt eine Vorrunde mit anschließenden Semifinals angesetzt wurde, ist nicht nachvollziehbar. Zwei der Vorläufe waren mit fünf Athletinnen besetzt, jeweils zwei von ihnen schieden aus. In den beiden anderen Vorrundenrennen starteten jeweils nur drei Hürdensprinterinnen, die lediglich das Ziel erreichen mussten, um sich für die nächste Runde zu qualifizieren. Keine von ihnen schied aus.

### Vorlauf 1
Wind: +1,9 m/s
| Platz | Name             | Nation         | Zeit (s) |
| ----- | ---------------- | -------------- | -------- |
| 1     | Maria Piątkowska | Polen          | 10,8     |
| 2     | Dorothy Window   | Großbritannien | 11,1     |
| 3     | Letizia Bertoni  | Italien        | 11,1     |

### Vorlauf 2
| Platz | Name              | Nation      | Zeit (s) |
| ----- | ----------------- | ----------- | -------- |
| 1     | Erika Fisch       | Deutschland | 10,7 CRe |
| 2     | Galina Bystrowa   | Sowjetunion | 10,7 CRe |
| 3     | Nina Hansen       | Dänemark    | 11,4     |
| DNS   | Terry Schueremans | Belgien     |          |

### Vorlauf 3

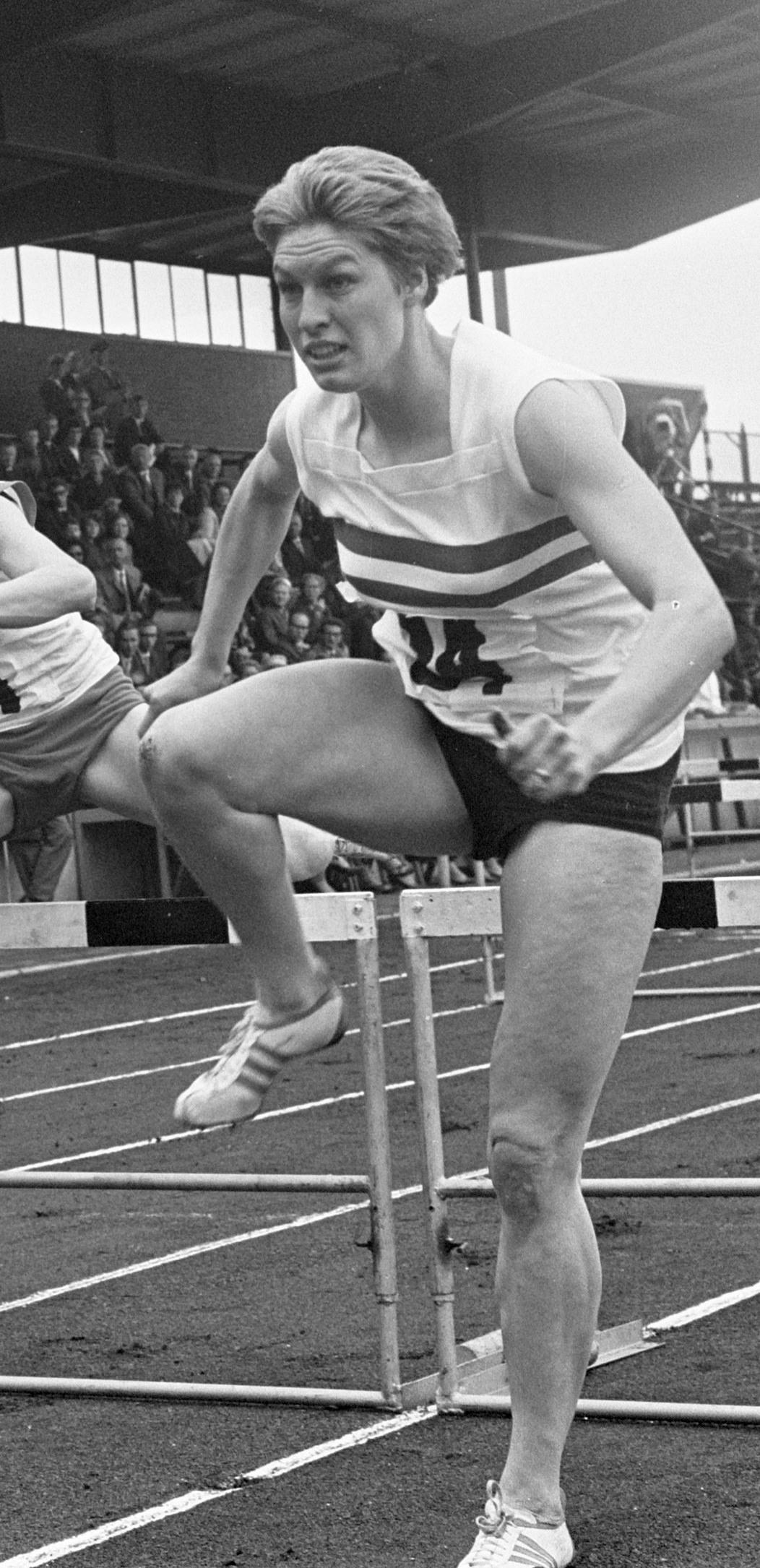
Pat Nutting, spätere Pat Pryce, schied als Fünfte des dritten Vorlauf aus

Wind: +0,8 m/s
| Platz | Name              | Nation         | Zeit (s) |
| ----- | ----------------- | -------------- | -------- |
| 1     | Teresa Ciepły     | Polen          | 10,7 CRe |
| 2     | Rimma Koscheljowa | Sowjetunion    | 10,9     |
| 3     | Marlène Canguio   | Frankreich     | 10,9 NR  |
| 4     | Ingrid Schlundt   | Deutschland    | 11,0     |
| 5     | Pat Nutting       | Großbritannien | 11,1     |

### Vorlauf 4
Wind: +2,1 m/s
| Platz | Name              | Nation         | Zeit (s) |
| ----- | ----------------- | -------------- | -------- |
| 1     | Karin Balzer      | Deutschland    | 10,9     |
| 2     | Draga Stamejčič   | Jugoslawien    | 11,0     |
| 3     | Halina Krzyżańska | Polen          | 11,0     |
| 4     | Ann Charlesworth  | Großbritannien | 11,3     |
| 5     | Canel Konvur      | Türkei         | 12,7     |

## Halbfinale
15. September 1962, 16.00 Uhr
In den beiden Halbfinalläufen qualifizierten sich die jeweils ersten drei Athletinnen – hellblau unterlegt – für das Finale.

### Lauf 1

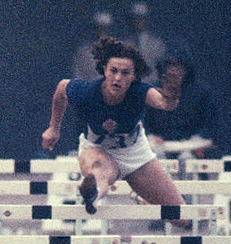
Als Sechste des ersten Semifinals reichte es für Draga Stamejčič nicht zum Einzug in den Endlauf

Wind: −3,0 m/s
| Platz | Name              | Nation         | Zeit (s) |
| ----- | ----------------- | -------------- | -------- |
| 1     | Maria Piątkowska  | Polen          | 11,0     |
| 2     | Erika Fisch       | Deutschland    | 11,0     |
| 3     | Rimma Koscheljowa | Sowjetunion    | 11,1     |
| 4     | Dorothy Window    | Großbritannien | 11,3     |
| 4     | Letizia Bertoni   | Italien        | 11,3     |
| 6     | Draga Stamejčič   | Jugoslawien    | 11,6     |

### Lauf 2
Wind: −3,8 m/s
| Platz | Name              | Nation      | Zeit (s) |
| ----- | ----------------- | ----------- | -------- |
| 1     | Galina Bystrowa   | Sowjetunion | 11,2     |
| 2     | Karin Balzer      | Deutschland | 11,3     |
| 3     | Teresa Ciepły     | Polen       | 11,4     |
| 4     | Marlène Canguio   | Frankreich  | 11,4     |
| 5     | Halina Krzyżańska | Polen       | 11,5     |
| DNS   | Nina Hansen       | Dänemark    |          |

## Finale

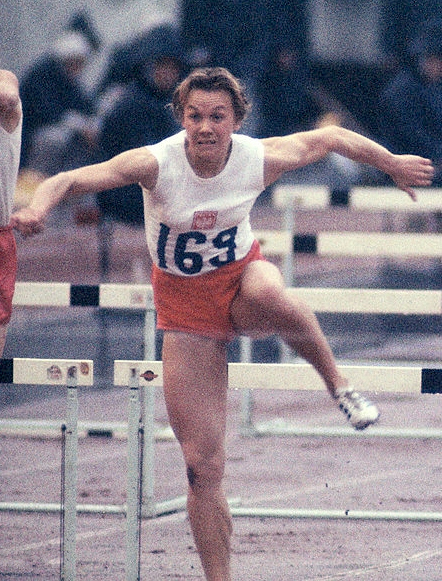
Europameisterin Teresa Ciepły – zwei Jahre später Olympiazweite

16. September 1962, 16.40 Uhr
Wind: +0,1 m/s
| Platz | Name              | Nation      | Zeit (s)   |
| ----- | ----------------- | ----------- | ---------- |
| 1     | Teresa Ciepły     | Polen       | 10,6 CR/NR |
| 2     | Karin Balzer      | Deutschland | 10,6 CR/DR |
| 3     | Maria Piątkowska  | Polen       | 10,6 CR/NR |
| 3     | Erika Fisch       | Deutschland | 10,6 CR/DR |
| 5     | Rimma Koscheljowa | Sowjetunion | 10,8       |
| 6     | Galina Bystrowa   | Sowjetunion | 10,8       |

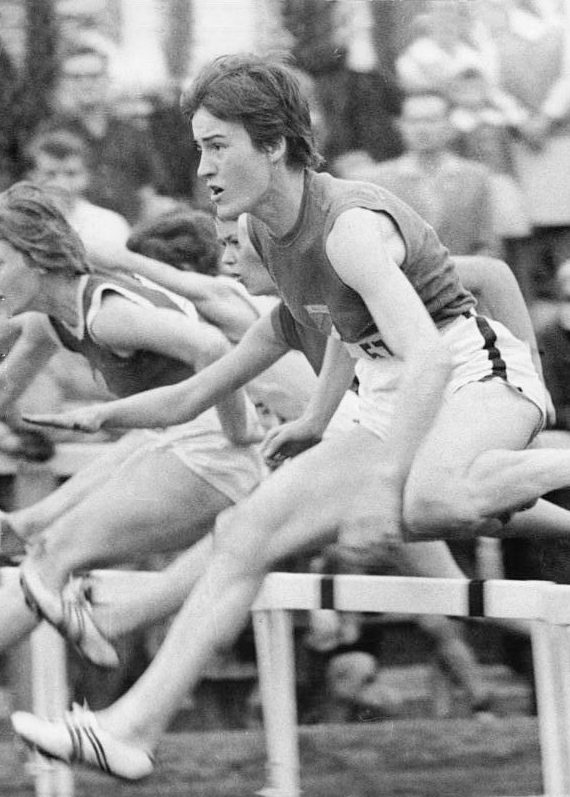
In dieser äußerst engen Entscheidung wurde Karin Balzer Vizeeuropameisterin – 1964 gewann sie in Tokio olympisches Gold
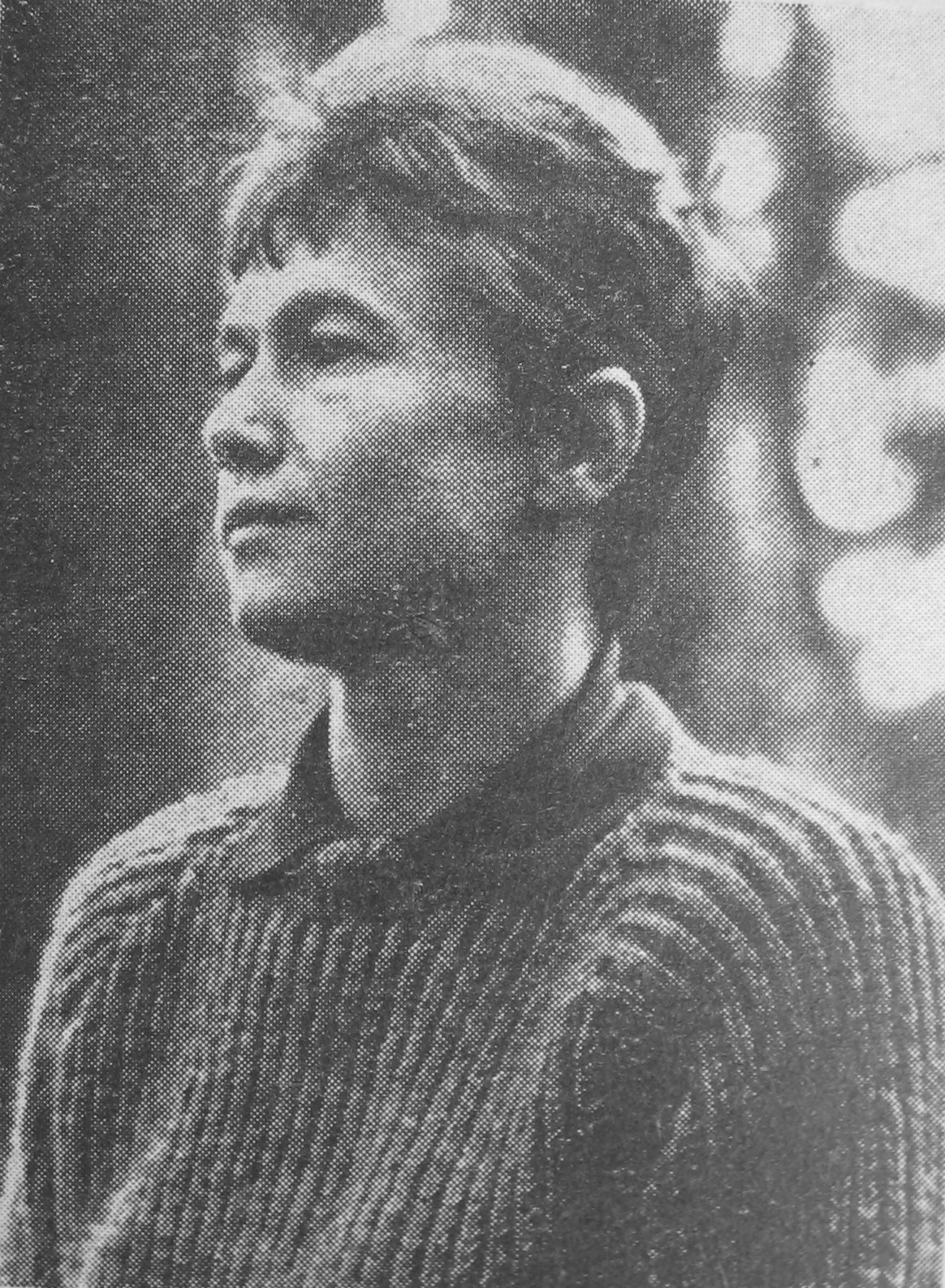
Bronzemedaillengewinnerin Maria Piątkowska

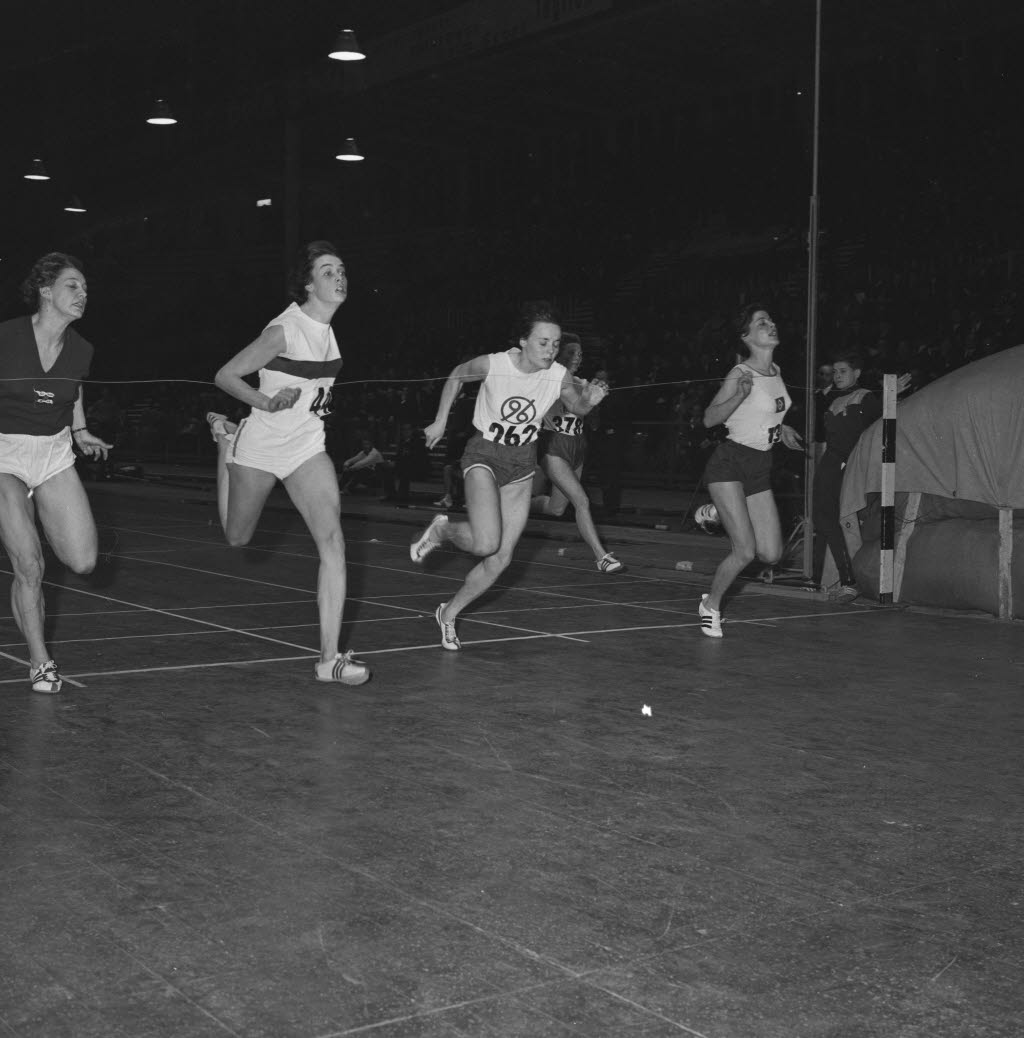
Ebenfalls Bronze gewann Erika Fisch (Bildmitte mit der 96 auf dem Trikot)
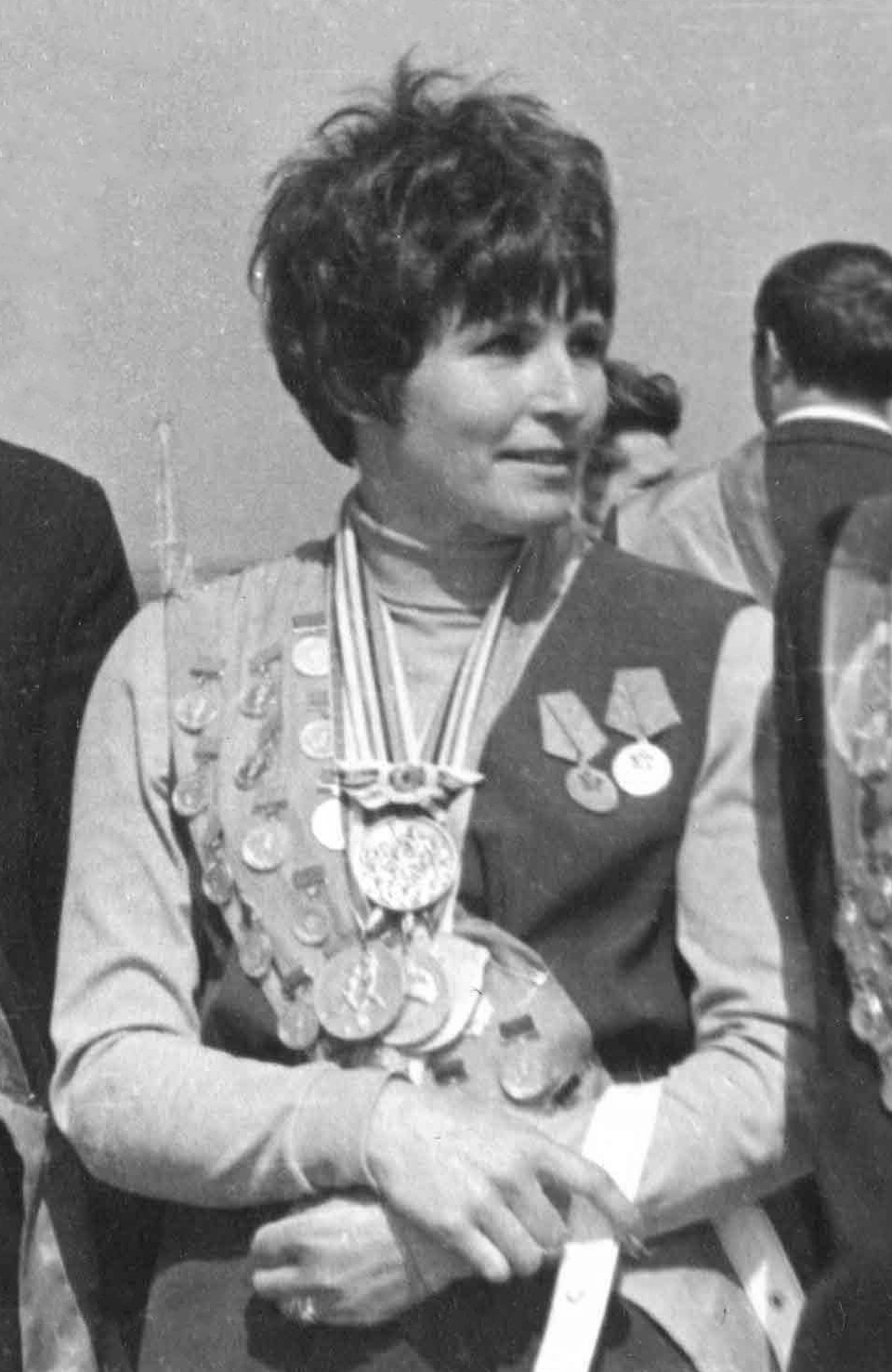
Die Titelverteidigerin Galina Bystrowa – hier im Jahr 1973 – kam in diesem Finale auf den sechsten Platz